# Linh dương Impala
Linh dương Impala (danh pháp hai phần: Aepyceros melampus) là một loài linh dương châu Phi. Tên gọi impala có nguồn gốc từ tiếng Zulu. Chúng được tìm thấy ở thảo nguyên và thảo nguyên cây bụi ở Kenya, Tanzania, Eswatini, Mozambique, bắc Namibia, Botswana, Zambia, Zimbabwe, nam Angola, đông bắc Nam Phi và Uganda. Linh dương Impala có thể tập hợp thành đàn lên đến 2 triệu con ở châu Phi.

## Miêu tả
Linh dương Impala là loài lưỡng hình giới tính. Chúng cao 75 và 95 cm (30 và 37 in). Khối lượng trung bình con đực là 40 đến 75 kg (88 170 lb), trong khi con cái nặng khoảng 30 đến 50 kg (66 đến 110 lb). Bộ lông ngắn và bóng, bình thường màu nâu đỏ (vì vậy tên Afrikaans rooibok, không nên nhầm lẫn với rhebok có sườn nhẹ hơn và dưới bụng trắng với dấu chữ "M" ở phía sau.
Chỉ có những con đực có các sừng hình đàn lia, có thể lên tới 45–92 cm (18–36 in) chiều dài. Con cái không có sừng. Nó có sọc màu đen và trắng đặc biệt chạy xuống mông và đuôi. Linh dương Impala đen, được tìm thấy ở những nơi rất ít ở châu Phi, là một loại cực kỳ hiếm. Một gen lặn làm chúng có màu đen ở loài động vật này. Linh dương Impala có tuyến mùi hương được nằm dưới lớp lông ở các bàn sau và tuyến bã nhờn trên đầu.

## Hình ảnh

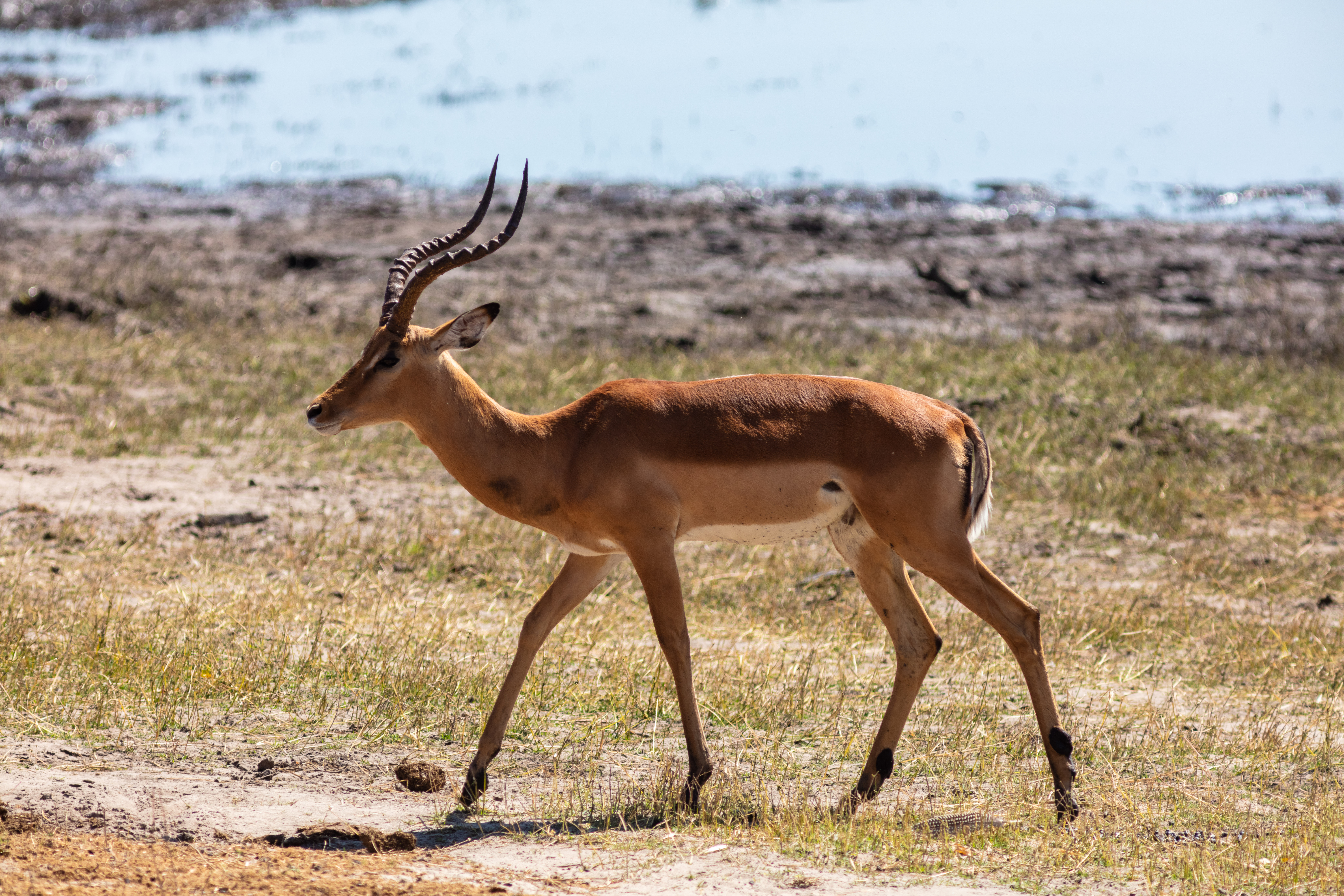
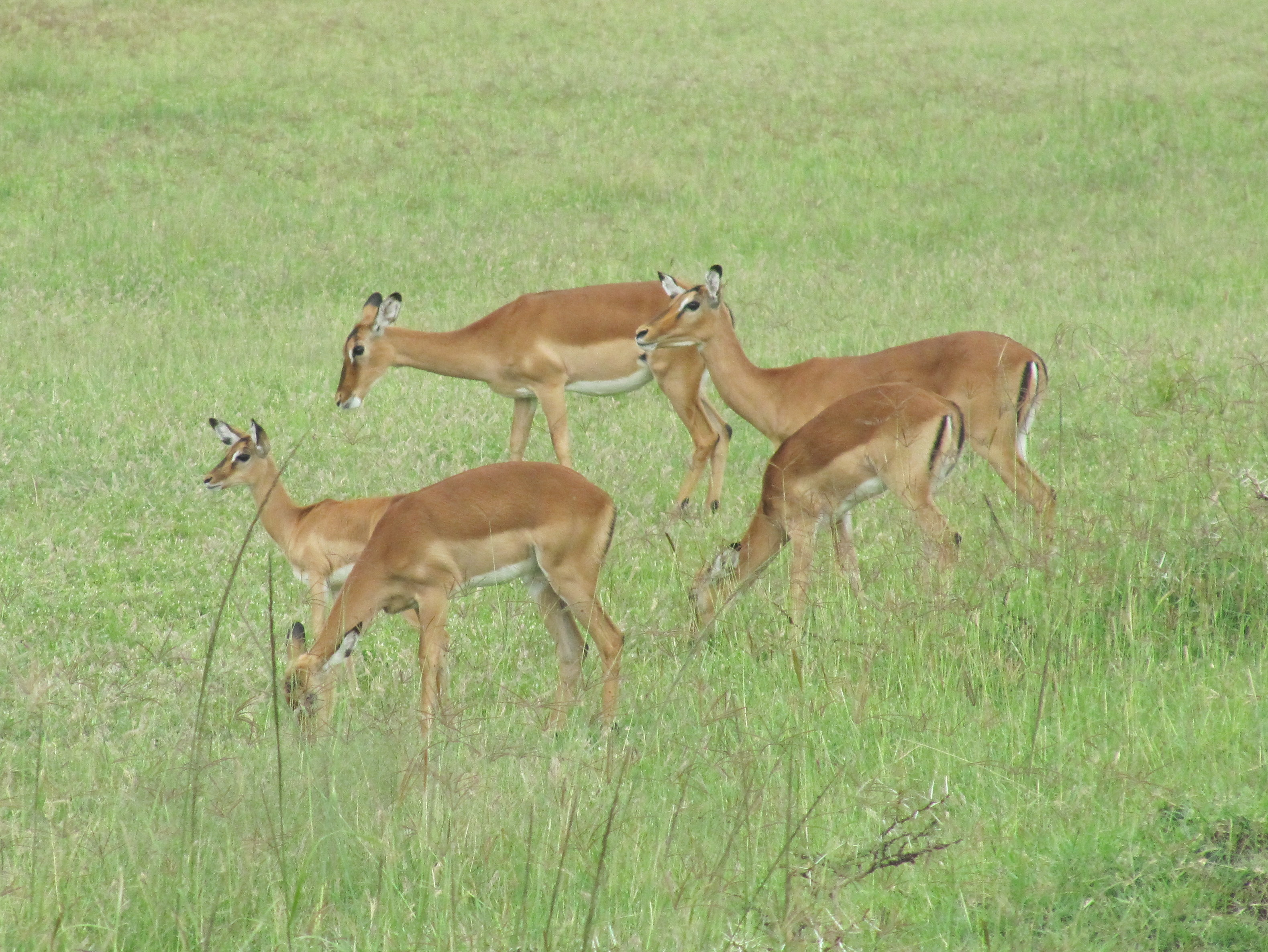
Con cái ở vườn quốc gia hồ Nakuru
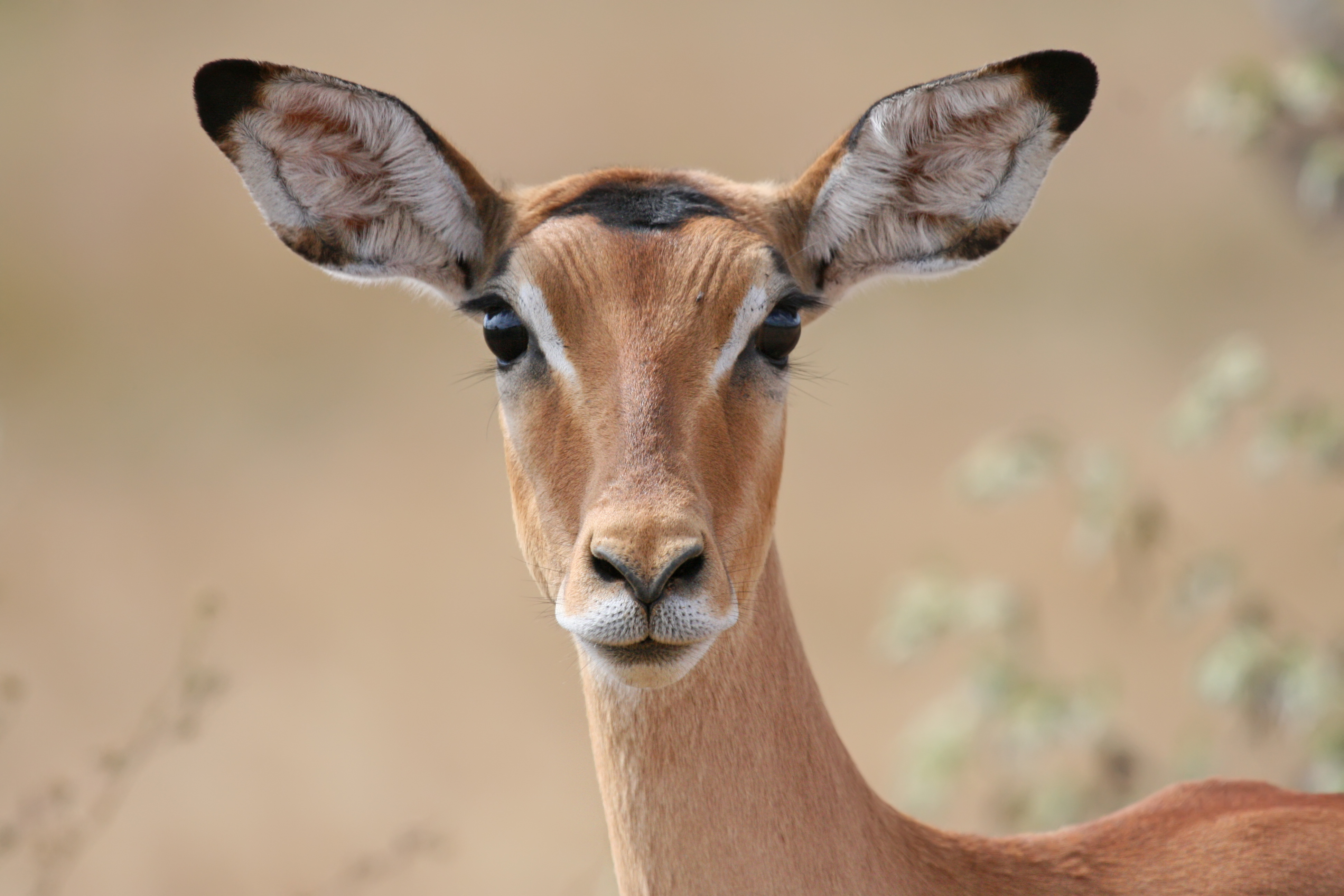
Con cái
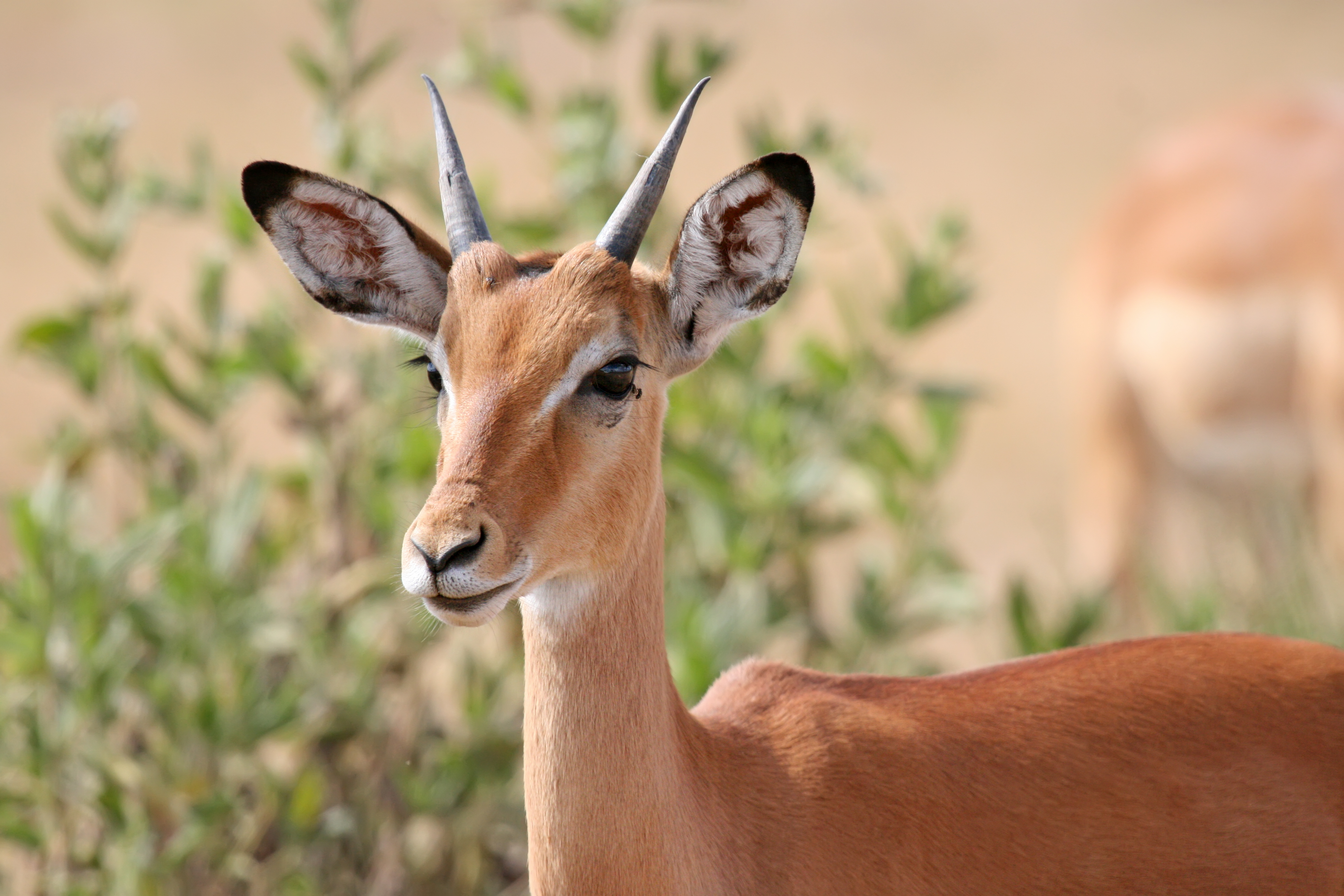
Con đực trẻ
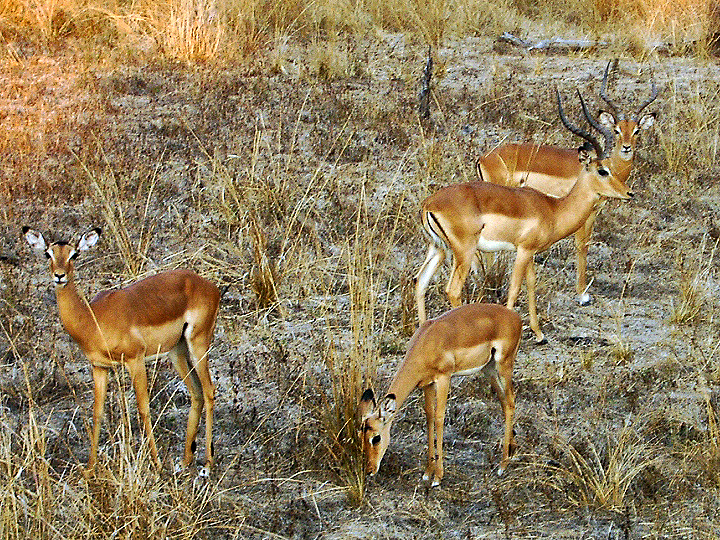
Aepyceros melampus